# 마카사르급 상륙함
마카사르급 상륙함(영어: Makassar-class landing platform dock)은 인도네시아 해군의 상륙함(LPD)이다.
선박의 설계와 제1번함과 제2번함의 건조 작업은 대한민국 부산광역시에 소재한 대선조선에서 맡아 진행하였고 제3번함과 제4번함은 대선조선의 협조를 받아 인도네시아에서 자체적으로 건조하였다.

## 해외 수출
페루는 대선조선의 협력을 받아 마카사르급 상륙함을 도입하기로 계약하였다.
필리핀은 마카사르급 상륙함을 참고하여 자체적인 상륙함인 타락급 상륙함을 건조하기로 하고 2014년 1월 23일에 계약했고 제1번함이 2015년 1월 22일에 진수되었다.
말레이시아는 자체적으로 일부를 개조하고 말레이시아에서 건조하는 조건으로 마카사르급 상륙함을 도입하기로 하였다.

## 동급 함정
| 함명           | 함번 | 국가       | 기공             | 진수            | 취역             |
| -------------- | ---- | ---------- | ---------------- | --------------- | ---------------- |
| KRI 마카사르   | 590  | 인도네시아 |                  | 2006년 12월 7일 | 2007년 4월 29일  |
| KRI 수라바야   | 591  | 인도네시아 | 2006년 12월 7일  | 2007년 3월 23일 | 2007년 8월 1일   |
| KRI 반자르마신 | 592  | 인도네시아 | 2006년 10월 19일 | 2008년 8월 28일 | 2009년 11월 28일 |
| KRI 반다 아체  | 593  | 인도네시아 | 2007년 12월 7일  | 2010년 3월 19일 | 2011년 3월 21일  |
| BAP 파이타     | --   | 페루       | 확인 불명        | 2017년          | 2018년 (예정)    |
| BAP 피스코     | 156  | 페루       | 2013년 7월 12일  | 2017년 4월 25일 | 2019년 (예정)    |